# Петрівська селищна рада (Олександрійський район)
Петрі́вська се́лищна ра́да — орган місцевого самоврядування в Олександрійському районі Кіровоградської області. Адміністративний центр — селище міського типу Петрове.

## Загальні відомості
- Населення ради: 8703 особи (станом на 2001 рік)

## Населені пункти
Селищній раді підпорядковані населені пункти:
смт Петрове
- с. Новомануйлівка
- с. Олександродар
- с. Покровка

## Склад ради до місцевих виборів 2015 року
Рада складається з 30 депутатів та голови.
- Голова ради: Педан Ігор Володимирович
- Секретар ради: Тищенко Галина Василівна

### Керівний склад попередніх скликань
| Прізвище, ім'я, по батькові | Основні відомості                                                        | Дата обрання | Дата звільнення |
| --------------------------- | ------------------------------------------------------------------------ | ------------ | --------------- |
| Посвистак Микола Федорович  | Селищний голова, 1954 року народження, безпартійний                      | 26.03.2006   | 31.10.2010      |
| Субботній Євгеній Іванович  | Селищний голова, 1949 року народження, освіта вища, безпартійний         | 31.10.2010   | 11.12.2011      |
| Педан Ігор Володимирович    | Селищний голова, 1973 року народження, освіта вища, член Народної партії | 11.12.2011   |                 |

Примітка: таблиця складена за даними сайту Верховної Ради України

### Депутати
За результатами місцевих виборів 2010 року депутатами ради стали:

#### За суб'єктами висування
| Суб'єкт висування                                                                    | Кількість обраних депутатів | %    |
| ------------------------------------------------------------------------------------ | --------------------------- | ---- |
| Політична партія «Сильна Україна»                                                    | 16                          | 53,3 |
| Партія регіонів                                                                      | 3                           | 10   |
| Самовисування                                                                        | 3                           | 10   |
| Соціалістична партія України                                                         | 3                           | 10   |
| Комуністична партія України                                                          | 1                           | 3,3  |
| Партія Зелених України                                                               | 1                           | 3,3  |
| Політична партія Всеукраїнське об'єднання «Батьківщина»                              | 1                           | 3,3  |
| Політична партія «УДАР (Український Демократичний Альянс за Реформи) Віталія Кличка» | 1                           | 3,3  |
| Політична партія «Фронт Змін»                                                        | 1                           | 3,3  |

#### За округами
| № округу                                                                             | Прізвище, ім'я, по батькові     | Дата визнання обраним | Освіта             | Партійна приналежність                                                                     | Відомості про обраного депутата                                                                     |
| ------------------------------------------------------------------------------------ | ------------------------------- | --------------------- | ------------------ | ------------------------------------------------------------------------------------------ | --------------------------------------------------------------------------------------------------- |
| Комуністична партія України                                                          |                                 |                       |                    |                                                                                            | |
| 17                                                                                   | Злакоман Петро Митрофанович     | 04.11.2010            | вища               | член Комуністичної партії України                                                          | пенсіонер                                                                                           |
| Партія Зелених України                                                               |                                 |                       |                    |                                                                                            | |
| 1                                                                                    | Тищенко Галина Василівна        | 04.11.2010            | вища               | член Партії Зелених України                                                                | Петрівська селищна рада, секретар                                                                   |
| Партія регіонів                                                                      |                                 |                       |                    |                                                                                            | |
| 9                                                                                    | Когут Людмила Леонідівна        | 04.11.2010            | середня            | позапартійна                                                                               | Петрівський дошкільний навчальний заклад № 1 «Рудана», вихователь                                   |
| 12                                                                                   | Копійка Олександр Володимирович | 04.11.2010            | вища               | член Партії регіонів                                                                       | Петрівський кар'єр, слюсар черговий                                                                 |
| 13                                                                                   | Артеменко Віктор Костянтинович  | 04.11.2010            | середня            | член Партії регіонів                                                                       | Петрівський кар'єр, слюсар черговий                                                                 |
| Політична партія Всеукраїнське об'єднання «Батьківщина»                              |                                 |                       |                    |                                                                                            | |
| 4                                                                                    | Чернокун Віктор Васильович      | 04.11.2010            | вища               | позапартійний                                                                              | комунальне підприємство «Петрівське», головний інженер                                              |
| Політична партія «Сильна Україна»                                                    |                                 |                       |                    |                                                                                            | |
| 2                                                                                    | Краснюк Віталій Іванович        | 04.11.2010            | середня            | член Політичної партії «Сильна Україна»                                                    | пенсіонер                                                                                           |
| 7                                                                                    | Мерва Олександр Іванович        | 04.11.2010            | середня            | позапартійний                                                                              | приватний підприємець «Мерва»                                                                       |
| 8                                                                                    | Краснюк Лілія Володимирівна     | 04.11.2010            | вища               | член Політичної партії «Сильна Україна»                                                    | приватний підприємець «Краснюк Л. В.»                                                               |
| 10                                                                                   | Люта Тетяна Олексіївна          | 04.11.2010            | вища               | позапартійна                                                                               | Петрівська загальноосвітня школа І ст., вчитель                                                     |
| 11                                                                                   | Неклеса Сергій Віталійович      | 04.11.2010            | середня            | позапартійний                                                                              | приватний підприємець «Неклеса»                                                                     |
| 16                                                                                   | Неклеса Ігор Миколайович        | 04.11.2010            | вища               | позапартійний                                                                              | пенсіонер                                                                                           |
| 18                                                                                   | Москаленко Алла Романівна       | 04.11.2010            | вища               | позапартійна                                                                               | Петрівська загальноосвітня школа І ст., вчитель                                                     |
| 19                                                                                   | Магдич Василь Петрович          | 04.11.2010            | вища               | позапартійний                                                                              | приватний підприємець «Магдич»                                                                      |
| 20                                                                                   | Бойко Анатолій Феофанович       | 04.11.2010            | середня            | член Політичної партії «Сильна Україна»                                                    | ПП «Дружба», водій                                                                                  |
| 21                                                                                   | Бурковський Олександр Іванович  | 04.11.2010            | середня            | позапартійний                                                                              | тимчасово не працює                                                                                 |
| 22                                                                                   | Волощенко Юрій Михайлович       | 04.11.2010            | середня            | позапартійний                                                                              | тимчасово не працює                                                                                 |
| 25                                                                                   | Новик Любов Миколаївна          | 04.11.2010            | середня            | позапартійна                                                                               | приватний підприємець «Новик»                                                                       |
| 26                                                                                   | Яновський Олександр Іванович    | 04.11.2010            | вища               | позапартійний                                                                              | приватний підприємець «Яновський»                                                                   |
| 27                                                                                   | Гончаренко Сергій Віталійович   | 04.11.2010            | середня            | позапартійний                                                                              | приватний підприємець «Гончаренко»                                                                  |
| 28                                                                                   | Колісник Олег Якович            | 04.11.2010            | вища               | позапартійний                                                                              | управління ветеринарної медицини, спеціаліст управління                                             |
| 29                                                                                   | Попович Анатолій Анатолійович   | 04.11.2010            | вища               | позапартійний                                                                              | приватний підприємець «Попович»                                                                     |
| Політична партія «УДАР (Український Демократичний Альянс за Реформи) Віталія Кличка» |                                 |                       |                    |                                                                                            | |
| 30                                                                                   | Капріор Тетяна Миколаївна       | 25.03.2013            | середня спеціальна | член Політичної партії «УДАР (Український Демократичний Альянс за Реформи) Віталія Кличка» | пенсіонер                                                                                           |
| Політична партія «Фронт Змін»                                                        |                                 |                       |                    |                                                                                            | |
| 5                                                                                    | Субботня Світлана Вікторівна    | 04.11.2010            | незакінчена вища   | член Політичної партії «Фронт Змін»                                                        | відділ освіти Петрівської РДА, економіст                                                            |
| Соціалістична партія України                                                         |                                 |                       |                    |                                                                                            | |
| 3                                                                                    | Тюпін Олександр Миколайович     | 04.11.2010            | середня            | член Соціалістичної партії України                                                         | Петрівський кар'єр, пожежник                                                                        |
| 6                                                                                    | Лук'янова Олена Карпівна        | 04.11.2010            | вища               | член Соціалістичної партії України                                                         | Петрівське підприємство капітального будівництва, директор                                          |
| 24                                                                                   | Гуцаленко Микола Анатолійович   | 04.11.2010            | вища               | член Соціалістичної партії України                                                         | Петрівський селищний голова                                                                         |
| Самовисування                                                                        |                                 |                       |                    |                                                                                            | |
| 14                                                                                   | Горністова Аліна Павлівна       | 12.12.2011            | вища               | член Соціалістичної партії України                                                         | приватний підприємець                                                                               |
| 15                                                                                   | Сабадаш Сергій Анатолійович     | 12.12.2011            | вища               | позапартійний                                                                              | СФГ «Гравіс», приватний підприємець, голова                                                         |
| 23                                                                                   | Суліма Дмитро Олександрович     | 27.05.2013            | вища               | член Партії регіонів                                                                       | Відділ освіти Петрівської районної державної адміністрації, методист районного методичного кабінету |